# بريتو
بريتو هو لاعب كرة قدم برازيلي في مركز حراسة المرمى، ولد في 1986 في سالفادور في البرازيل. لعب مع نادي سانتوس.

## وصلات خارجية
- بريتو على موقع Soccerway.com (الإنجليزية)